# Donald E. Hudson
Donald E. Hudson (* 25. Februar 1916 in Alma (Michigan); † 24. April 1999 in Pasadena) war ein Professor für Mechanik am California Institute of Technology (Caltech). Er war ein Pionier der Erdbebenforschung im Bauwesen.
Hudson besuchte die Pasadena High School und studierte am Caltech mit dem Bachelor-Abschluss 1938, dem Master-Abschluss 1939 und der Promotion 1942. Noch während des Studiums arbeitete er in der Geophysik für General Petroleum und als Ingenieur im Bereich Flugzeugschwingungen bei Douglas Aircraft (1942). Im Zweiten Weltkrieg arbeitete er am Office of Research and Inventions der US Navy. 1943 wurde er Assistant Professor am Caltech, 1949 Associate Professor und 1955 Professor. 1981 wurde er emeritiert. Danach war er bis 1985 Professor für Bauingenieurwesen an der University of Southern California.
Hudson war am Caltech mit George W. Housner ein Pionier für erdbebensicheres Bauen und entwickelte dafür Messinstrumente und Simulationsanlagen, experimentelle und analytische Methoden.
Er war Mitglied der National Academy of Engineering (1973) und war Fellow der American Association for the Advancement of Science, der ASCE, der American Geophysical Union und der ASME. 1989 erhielt er die Nathan M. Newmark Medal.
1980 bis 1984 war er Präsident der International Association for Earthquake Engineering.

## Schriften
- mit George Housner: Applied Mechanics, 2 Bände, Van Nostrand 1949/1950 (Statics, Dynamics)
- Reading and interpreting strong motion accelerograms, Earthquake Engineering Research Institute, Berkeley 1979